# 케일리 카원
케일리 카원(Caylee Cowan, 1998년 3월 19일 ~ )은 미국의 배우이다.

## 참여 작품
- 윌리스 원더랜드(Willy's Wonderland)
- 힙노틱
- 리썰 웨폰 (드라마)